# مديحة كامل
مديحة كامل (3 أغسطس 1948  - 13 يناير 1997 )، ممثلة مصرية.

## عن حياتها
ولدت في مدينة الإسكندرية وانتقلت عام 1962 إلى القاهرة، التحقت بكلية الآداب في جامعة عين شمس بعام 1965، بدأت مشوارها الفني بعام 1964 بأدوار صغيرة في السينما والمسرح، كما عملت في عروض الأزياء، وتدرجت في الأدوار الثانوية حتى حصلت علي دور البطولة أمام الفنان فريد شوقي في فيلم 30 يوم في السجن في أواخر ستينات القرن العشرين ثم اختفت بعد ذلك نحو عامين أو أكثر ثم عادت من جديد لتمثل في مصر ولبنان في أدوار لم تجلب لها الشهرة الواسعة ولكنها حققت انتشارا كبيراً ولعبت أدوار البطولة الثانية في أفلام كثيرة حتى جاءتها الفرصة للبطولة المطلقة مع المخرج كمال الشيخ في فيلمه الصعود إلى الهاوية مع الفنان محمود ياسين بعدما رفضت الدور كل من عرض عليها الدور من نجمات السبعينات لتنطلق بعد هذا الفيلم في عالم النجومية.

### حياتها الشخصية
تزوجت ثلاث مرات، الأولى كانت من رجل الأعمال «محمود الريس» وأنجبا ابنتهما الوحيدة «ميرهان»، تزوجت بعد ذلك من المخرج السينمائي شريف حمودة أما زواجها الأخير فكان من محامي.

### الحجاب والاعتزال
ارتدت الحجاب واعتزلت العمل في المجال الفني في أبريل 1992 وكان آخر أفلامها فيلم بوابة إبليس الذي أُتلفت بعض مشاهده وتمت إعادة تمثيل المشاهد التالفة بواسطة دوبليرة لأن الفنانة مديحة كانت قد اعتزلت الفن وقتها ورفضت رفضًا قاطعًا العودة للتمثيل.

### المرض والوفاة
عانت من مرض القلب طوال حياتها، وأُصيبت المرة الأولى بجلطة عام 1975 أثناء تصويرها مسلسل الأفعى، إلا أن متاعبها الصحية الجدية بدأت قبل وفاتها بعام حيث ظلت طريحة الفراش في مستشفى مصطفى محمود لمدة عشرة أشهر بسبب ضعف عضلة القلب وتراكم المياه على الرئة بشكل مستمر مما استدعى مكوثها في المستشفى لفترة طويلة.
توفيت في منزلها في 13 يناير 1997 المصادف الرابع من شهر رمضان بعد أن صلت صلاة الفجر جماعة مع ابنتها وزوج ابنتها، ثم خلدت للنوم، وتم العثور عليها متوفية في ظهر اليوم التالي.
جدير بالذكر أنها لم تظهر إعلاميًا بعد اعتزالها الفن إلا في مقابلة في برنامج «حوار صريح جدا» عام 1995، ولكن تم منع عرض الحلقة لهجومها على الوسط الفني.

## أعمالها

### الأفلام
- 1964: فتاة شاذة
- 1964: المراهقان
- 1965: خدني معاك
- 1965: باسم الحب
- 1965: العقل والمال
- 1966: هو والنساء
- 1966: 30 يوم في السجن
- 1967: نساء من ذهب
- 1967: العيب
- 1968: مطاردة غرامية
- 1968: صيف قوي الذاكرة
- 1968: أين حبي
- 1968: أبطال ونساء
- 1969: عندما تثمر النخيل
- 1969: عائلات محترمة
- 1969: المعركة الملعونة
- 1969: الحب والفلوس
- 1969: أبواب الليل
- 1970: عصابة النساء
- 1970: شقة مفروشة
- 1970: دلال المصرية
- 1970: حب المراهقات
- 1970: الكدابين الثلاثة
- 1970: أصعب جواز
- 1970: ابن أفريقيا
- 1971: قطط شارع الحمراء
- 1971: الاختيار
- 1971: آخر الطريق
- 1971: أختي
- 1972: حب وكبرياء
- 1972: الورطة
- 1972: الشيطان امرأة
- 1972: أغنية على الممر
- 1973: شلة المشاغبين
- 1973: زمان يا حب
- 1973: زائر الفجر
- 1973: السكرية
- 1973: البنات والمرسيدس
- 1974: في الصيف لازم نحب
- 1974: حب وكاراتيه
- 1974: امرأة في مهب الريح
- 1974: الظلال في الجانب الآخر
- 1974: أبناء الصمت
- 1975: حبي الأول والأخير
- 1975: الكداب
- 1976: بعيدا عن الأرض
- 1976: أمواج بلا شاطئ
- 1976: أزواج طائشون
- 1977: نساء في المدينة (فيلم)
- 1977: دعاء المظلومين
- 1977: التلاقي
- 1977: الأزواج الشياطين
- 1978: عشاق
- 1978: امرأة قتلها الحب
- 1978: الصعود إلى الهاوية
- 1979: لا يا أمي
- 1979: دعوني أنتقم
- 1980: من يدفع الثمن
- 1980: عذاب الحب
- 1980: سأعود بلا دموع
- 1980: الرغبة
- 1980: الجحيم
- 1980: الأشجار تموت واقفة
- 1980: الأخرس
- 1980: أذكياء لكن أغبياء
- 1980: أبو البنات
- 1981: عيون لا تنام
- 1981: رحلة الرعب
- 1981: انتخبوا الدكتور سليمان عبد الباسط
- 1981: العرافة
- 1982: تجيبها كده تجيلها كده هي كده
- 1982: بريق عينيك
- 1982: القضية رقم 1
- 1982: السلخانة
- 1982: أشياء ضد القانون
- 1983: دعوة للزواج
- 1983: درب الهوا
- 1983: الأحتياط واجب
- 1984: ولكن شيئا ما يبقى
- 1984: نعيمة فاكهة محرمة
- 1984: عندما يبكي الرجال
- 1984: شوارع من نار
- 1984: بنات إبليس
- 1984: الملائكة
- 1984: اللعنة
- 1984: الاتحاد النسائي
- 1985: عشرة على عشرة
- 1985: صفقة مع امرأة
- 1985: إنقاذ ما يمكن إنقاذه
- 1985: انحراف
- 1985: أنا
- 1985: القط أصله أسد
- 1985: الفول صديقي
- 1985: التريللا
- 1986: ملف في الآداب
- 1986: مشوار عمر
- 1986: لا تدمرني معك
- 1986: الورثة
- 1986: الأرملة العذراء
- 1988: الفلوس والوحوش
- 1988: أصدقاء الشيطان
- 1989: حكاية لها العجب
- 1989: المعلمة سماح
- 1989: العجوز والبلطجي
- 1990: شوادر
- 1990: العفاريت
- 1990: السقوط
- 1991: المزاج
- 1993: بوابة إبليس

### المسلسلات
- 1966: الحائرة
- 1969: الانتقام
- 1972: الرجل الثالث
- 1973: العنكبوت
- 1977: المجهول
- 1978: العدل والتفاحة
- 1977: الأفعى
- 1980: رداء لرجل آخر
- 1980: أيام لا تضيع
- 1982: أيوب البحر
- 1982: اللقاء الأخير
- 1983: انتقام امرأة
- 1986: ينابيع النهر
- 1986: لا أعرف نفسي
- 1987: البشاير
- 1990: السرداب

### المسرحيات
- 1969: هاللو شلبي
- 1971: اللص الشريف
- 1981: لعبة اسمها الفلوس
- 1984: يوم عاصف جدا
- 1990: حلو الكلام

## وصلات خارجية
- مديحة كامل على موقع IMDb (الإنجليزية)
- مديحة كامل على موقع الدهليز
- مديحة كامل على موقع قاعدة بيانات الأفلام العربية
- مديحة كامل على موقع قاعدة بيانات الفيلم (الإنجليزية)